# En direct de l'univers
En direct de l'univers est une émission de télévision musicale canadienne animée par France Beaudoin, produite par Attraction Images et diffusée en direct les samedis sur la télévision de Radio-Canada depuis 2009. L’émission a entamé sa 16ᵉ saison en septembre 2024.
L'émission propose de découvrir une personnalité canadienne ou étrangère à travers son univers musical.
Le concept de l'émission, une idée originale de France Beaudoin, a été racheté par une société de production française pour l'adapter et le diffuser sur la chaîne de télévision publique France 2. Mais l'émission a été débranchée en France, en 2010, après une saison seulement, faute d’audience.
Au 37e gala des prix Gémeaux, l'émission populaire En direct de l'univers remporte le prix du public, gardant ainsi le titre qu'elle avait enlevé à la 36ème édition à District 31, qui se l'était mérité les 3 années précédentes.
En 2010, un concept dérivé appelé En direct du jour de l’An voit le jour. Contrairement aux émissions régulières, cette spéciale de fin d’année est enregistrée vers la mi-décembre et est présentée le soir du 31 décembre à Radio-Canada. Quatre ou cinq artistes invités (plutôt qu’un) se font surprendre par leur entourage et par leurs coups de cœur musicaux. Ils sont kidnappés par l’équipe le matin du tournage. Au cours de l’émission de 90 minutes, les univers personnels des invités s’alternent avec des références à l’actualité marquante de l’année. L’édition de 2024 a atteint un record d’auditoire, soit 2 253 000 téléspectateurs. Les coulisses de l’émission spéciale, dans un format de 30 minutes, sont également diffusées tout juste après.

## Récompenses
ADISQ
- 2021 : Prix du public au Gala Gémeaux[7]
- 2023 : Prix de l'émission de l'année - Musique[8]

## Sources
Articles
- Nathaëlle Morissette, « En direct de l'univers débarque chez les Français », La Presse,‎ 5 août 2010 (lire en ligne)